# Thomas Addison
Thomas Addison (Longbenton, 2 aprile 1793 – Brighton, 29 giugno 1860) è stato un medico e scienziato britannico.
È considerato uno dei "grandi medici" del Guy's Hospital di Londra. Identificò nel 1849 la sindrome o malattia chiamata poi di Addison. Si tratta di una forma primitiva di insufficienza corticosurrenale cronica che deriva da una severa riduzione, a carattere permanente e irreversibile, della increzione degli ormoni elaborati dal corticosurrene.